# Laguna Vidal
La laguna Vidal es un cuerpo superficial de agua ubicado en los orígenes del río Vodudahue en la Región de Los Lagos.
(No confundir con la laguna Vidal Gormaz ubicada en la cuenca del río Puelo 41°30'S )

## Ubicación y características
Se ubica cerca de la frontera internacional de la Región.

## Historia
Luis Risopatrón la describe brevemente en su Diccionario Jeográfico de Chile de 1924:: 930 
Vidal (Laguna). 42° 37' 72° 11' Es mediana i se encuentra en los oríjenes del rio Vodudahue, al pié W del cordón limitáneo con la Arjentina; fué esplorada en 1863 por el teniente señor Francisco Vidal G. 61, xxii, p. 670; 112, p. 33 i mapa de Fonck (1896); i 156.